# Southland
|  | Aquest article tracta sobre la regió neozelandesa. Vegeu-ne altres significats a «Southland (desambiguació)». |

Southland (en maori: Murihiku) és una de les setze regions de Nova Zelanda, localitzada al sud-oest de l'illa del Sud. Amb una població de 94.900 habitants, és l'onzena regió més poblada del país. Els municipis principals són Invercargill i Gore; a més, l'illa Stewart es troba a Southland.
La regió fa frontera al nord-est amb West Coast i al nord-est i est amb Otago.

## Etimologia
El nom «Southland» prové de l'anglès i és una unió de les paraules «south» i «land», les quals signifiquen sud i terra respectivament.

## Geografia

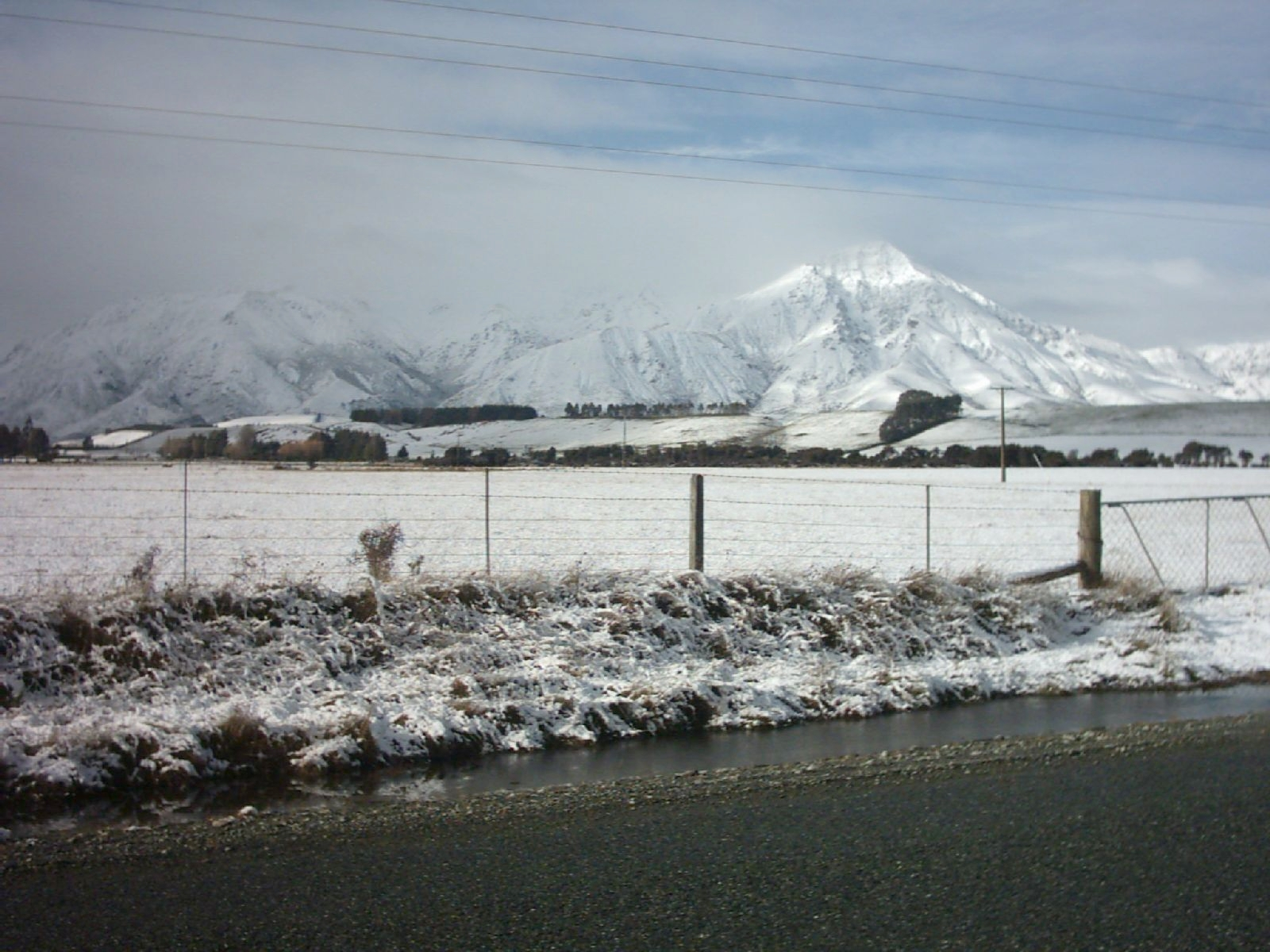
Muntanyes a l'hivern a l'oest de Southland

Geopolíticament, Southland s'estén des de Fiordland a l'oest fins a The Catlins a l'est. Al nord de Southland es troben les serralades Darran i Eyre. Al sud es troba l'illa Stewart, separada de l'illa del Sud a través de l'estret de Foveaux.
Southland conté la cascada més alta de Nova Zelanda, Browne Falls. El llac Hauroko és el llac més profund del país. El pic més alt de Southland és el mont Tutoko, el qual forma part de la serralada Darran. El llac més gran de la regió és el llac Te Anau, seguit pel llac Manapouri; els dos llacs es troben al parc nacional de Fiordland. Establert el 20 de febrer de 1905, és el parc nacional més gran de Nova Zelanda —cobrint gran part de Fiordland.
La terra de Fiordland és dominada per muntanyes, fiords i llacs glacials formats per glaciacions entre fa 75.000 i 15.000 anys. La costa té bastants fiords i cales que s'estenen des de Milford Sound al nord fins a Preservation Inlet al sud. Al nord i est de Fiordland es troben les serralades Darran i Eyre que formen part d'un bloc d'esquist que s'estén fins a Central Otago.

## Economia
L'economia de la regió es basa en l'agricultura, la pesca, l'enginyeria forestal, i recursos energètics com el carbó o l'energia hidràulica. La indústria agrària inclou la cria d'ovelles i la indústria làctia, els quals formen una significant proporció dels ingressos i exportacions regionals. Gran part de l'agricultura ocorre a les planes de Southland tot i que hi ha hagut una expansió cap a parts regionals remotes des de la dècada de 1950. Southland té la planta de processament de llet més gran del món a la vila d'Edendale, establerta per la companyia Fonterra.
Altres indústries importants econòmicament a Southland inclouen el carbó i l'energia hidràulica. L'est de Southland té
significants depòsits de lignit, considerades de ser el recurs energètic de combustibles fòssils més gran de Nova Zelanda. La companyia Solid Energy operen mines de lignit a cel obert a Newvale i Ohai.
La central hidroelèctrica més gran del país es troba a Manapouri i és operada per Meridian Energy. El projecte a Manapouri va causar molta controvèrsia amb grups ecologistes els quals iniciaren la Campanya per a salvar Manapouri o «Save Manapouri Campaign» en oposició a l'augment del nivell de l'aigua en llacs propers. El producte interior brut de la regió de Southland s'estimava de ser d'una 3,023 mil milions de dòlars estatunidencs el 2003, un 2% del producte interior brut de Nova Zelanda.
El turisme és un factor important en l'economia de Southland, amb uns 368 milions de dòlars neozelandesos sent gastats per turistes el 2003, dels quals 92 milions de dòlars van ser gastats a l'àrea de Fiordland. El juliol de 2007 el govern de Nova Zelanda va donar permisos d'exploració en quatre àrees de la gran conca del sud de Nova Zelanda. Les companyies que van ser donades els permisos van ser ExxonMobil Nova Zelanda, OMV i Greymouth Petroleum.

## Clima
| Paràmetres climàtics mitjans de Invercargill               | Paràmetres climàtics mitjans de Invercargill | Paràmetres climàtics mitjans de Invercargill | Paràmetres climàtics mitjans de Invercargill | Paràmetres climàtics mitjans de Invercargill | Paràmetres climàtics mitjans de Invercargill | Paràmetres climàtics mitjans de Invercargill | Paràmetres climàtics mitjans de Invercargill | Paràmetres climàtics mitjans de Invercargill | Paràmetres climàtics mitjans de Invercargill | Paràmetres climàtics mitjans de Invercargill | Paràmetres climàtics mitjans de Invercargill | Paràmetres climàtics mitjans de Invercargill | Paràmetres climàtics mitjans de Invercargill |
| Mes                                                        | Gen.                                         | Feb.                                         | Mar.                                         | Abr.                                         | Mai.                                         | Jun.                                         | Jul.                                         | Ago.                                         | Set.                                         | Oct.                                         | Nov.                                         | Des.                                         | Anual                                        |
| ---------------------------------------------------------- | -------------------------------------------- | -------------------------------------------- | -------------------------------------------- | -------------------------------------------- | -------------------------------------------- | -------------------------------------------- | -------------------------------------------- | -------------------------------------------- | -------------------------------------------- | -------------------------------------------- | -------------------------------------------- | -------------------------------------------- | -------------------------------------------- |
| Temperatura diària màxima °C (°F)                          | 18,6 (65,5)                                  | 18,8 (65,8)                                  | 17,2 (63)                                    | 15 (59)                                      | 12,2 (54)                                    | 9,7 (49,5)                                   | 9,5 (49,1)                                   | 11 (51,8)                                    | 12,9 (55,2)                                  | 14,4 (57,9)                                  | 15,8 (60,4)                                  | 17,5 (63,5)                                  | 14,4 (57,9)                                  |
| Temperatura diària mínima °C (°F)                          | 9,4 (48,9)                                   | 9,1 (48,4)                                   | 7,7 (45,9)                                   | 5,8 (42,4)                                   | 3,7 (38,7)                                   | 1,5 (34,7)                                   | 0,9 (33,6)                                   | 1,9 (35,4)                                   | 3,7 (38,7)                                   | 5,5 (41,9)                                   | 6,8 (44,2)                                   | 8,4 (47,1)                                   | 5,4 (41,7)                                   |
| Precipitació total mm (polzades)                           | 114 (4,5)                                    | 79 (3,1)                                     | 94 (3,7)                                     | 100 (3,9)                                    | 114 (4,5)                                    | 99 (3,9)                                     | 88 (3,5)                                     | 71 (2,8)                                     | 80 (3,1)                                     | 95 (3,7)                                     | 81 (3,2)                                     | 100 (3,9)                                    | 1.112 (43,8)                                 |
| Font: National Institute of Water and Atmospheric Research |                                              |                                              |                                              |                                              |                                              |                                              |                                              |                                              |                                              |                                              |                                              |                                              |                                              |

| Paràmetres climàtics mitjans de Milford Sound              | Paràmetres climàtics mitjans de Milford Sound | Paràmetres climàtics mitjans de Milford Sound | Paràmetres climàtics mitjans de Milford Sound | Paràmetres climàtics mitjans de Milford Sound | Paràmetres climàtics mitjans de Milford Sound | Paràmetres climàtics mitjans de Milford Sound | Paràmetres climàtics mitjans de Milford Sound | Paràmetres climàtics mitjans de Milford Sound | Paràmetres climàtics mitjans de Milford Sound | Paràmetres climàtics mitjans de Milford Sound | Paràmetres climàtics mitjans de Milford Sound | Paràmetres climàtics mitjans de Milford Sound | Paràmetres climàtics mitjans de Milford Sound |
| Mes                                                        | Gen.                                          | Feb.                                          | Mar.                                          | Abr.                                          | Mai.                                          | Jun.                                          | Jul.                                          | Ago.                                          | Set.                                          | Oct.                                          | Nov.                                          | Des.                                          | Anual                                         |
| ---------------------------------------------------------- | --------------------------------------------- | --------------------------------------------- | --------------------------------------------- | --------------------------------------------- | --------------------------------------------- | --------------------------------------------- | --------------------------------------------- | --------------------------------------------- | --------------------------------------------- | --------------------------------------------- | --------------------------------------------- | --------------------------------------------- | --------------------------------------------- |
| Temperatura diària màxima °C (°F)                          | 19 (66,2)                                     | 19,5 (67,1)                                   | 18 (64,4)                                     | 15,6 (60,1)                                   | 12,3 (54,1)                                   | 9,5 (49,1)                                    | 9,1 (48,4)                                    | 11,2 (52,2)                                   | 13,1 (55,6)                                   | 14,4 (57,9)                                   | 16 (60,8)                                     | 17,6 (63,7)                                   | 14,61 (58,3)                                  |
| Temperatura diària mínima °C (°F)                          | 10,4 (50,7)                                   | 10,4 (50,7)                                   | 8,9 (48)                                      | 6,8 (44,2)                                    | 4,2 (39,6)                                    | 1,9 (35,4)                                    | 1,3 (34,3)                                    | 2,2 (36)                                      | 3,9 (39)                                      | 5,8 (42,4)                                    | 7,4 (45,3)                                    | 9,3 (48,7)                                    | 6,04 (42,9)                                   |
| Precipitació total mm (polzades)                           | 722,3 (28,4)                                  | 503,6 (19,8)                                  | 642,9 (25,3)                                  | 593,4 (23,4)                                  | 636,2 (25)                                    | 437,6 (17,2)                                  | 425,2 (16,7)                                  | 427,3 (16,8)                                  | 516,7 (20,3)                                  | 678,7 (26,7)                                  | 521,5 (20,5)                                  | 656 (25,8)                                    | 6.761,4 (266,2)                               |
| Font: National Institute of Water and Atmospheric Research |                                               |                                               |                                               |                                               |                                               |                                               |                                               |                                               |                                               |                                               |                                               |                                               |                                               |

## Districtes
Southland se subdivideix en tres districtes.
| Districte              | Localització           | Capital      | Població | Àrea       | Densitat  |
| ---------------------- | ---------------------- | ------------ | -------- | ---------- | --------- |
| Districte de Gore      | Districte de Gore      | Gore         | 12.250   | 1.251 km²  | 9,8/km²   |
| Ciutat d'Invercargill  | Ciutat d'Invercargill  | Invercargill | 52.900   | 491 km²    | 107,7/km² |
| Districte de Southland | Districte de Southland | Invercargill | 29.800   | 32.605 km² | 0,9/km²   |

## Demografia
| Evolució demogràfica de Southland | Evolució demogràfica de Southland | Evolució demogràfica de Southland |
| Any                               | Població                          | Creixement                        |
| --------------------------------- | --------------------------------- | --------------------------------- |
| 1991                              | 99.954                            |                                   |
| 1996                              | 97.098                            | -2,9%                             |
| 2001                              | 91.002                            | -6,7%                             |
| 2006                              | 90.876                            | -0,1%                             |

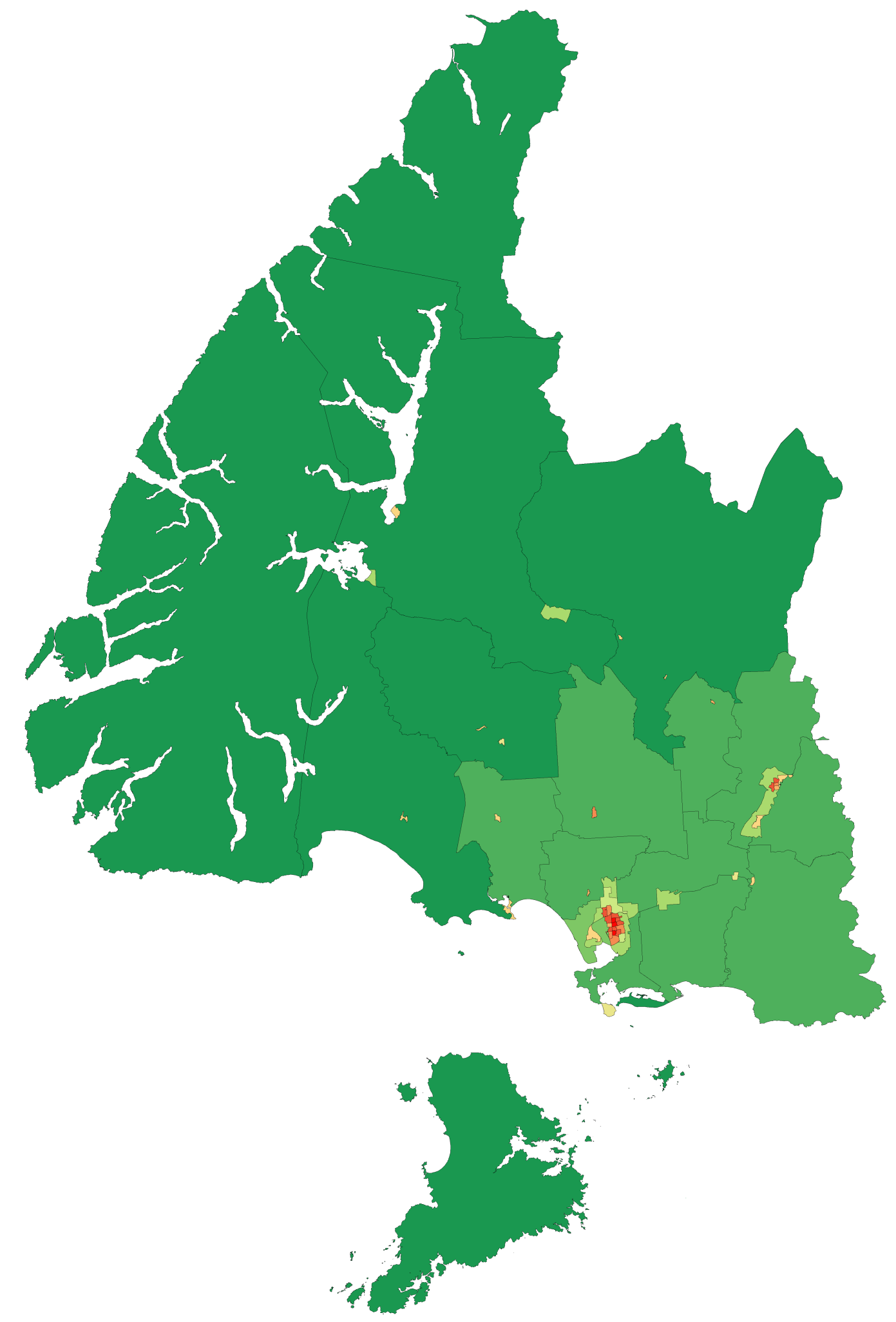
Densitat de població a Southland segons el cens de 2006

Segons el cens de 2006 Southland tenia 90.876 habitants, un decreixement de 129 habitants (0,1%) des del cens de 2001. Hi havia 36.084 llars habitades, 4.602 llars no habitades i 255 llars en construcció.
De la població de Southland, 45.171 (49,7%) eren homes i 45.702 (50,3%) eren dones. La regió tenia una edat mediana de 38,0 anys, 2,1 anys més que la mediana nacional de 35,9 anys. Les persones majors de 64 anys formaven el 13,9% de la població, comparat amb el 12,3% nacionalment; les persones menors de 15 anys formaven el 21,2% de la població, comparat amb el 21,5% nacionalment.
L'etnologia de Southland era (amb figures nacionals en parèntesis): 78,6% europeus (67,6%); 11,8% maoris (14,6%); 1,3% asiàtics (9,2%); 1,7% illencs pacífics (6,9%); 0,2% de l'Orient Pròxim, Llatinoamèrica o Àfrica (0,9%) i 15,7% d'altres ètnies (11,1%).
Southland tenia un atur de 3,8% per persones majors de 14 anys, menys que la figura nacional de 5,1%. El sou anual mitjà de persones majors de 14 anys era (en dòlars neozelandesos) de 23.200$, comparat amb 24.400$ nacionalment. D'aquestes, un 44,3% tenien un sou anual de menys de 20.001$, comparat amb un 43,2% nacionalment; mentre que un 14,3% tenien un sou anual d'igual o de més de 50.000$, comparat amb un 18,0% nacionalment.

## Política

### Política regional
El consell regional de Southland va ser format com a part de reformes neozelandeses de governs locals i regionals el novembre de 1989. La seu del consell regional va ser establerta a Invercargill. L'actual president del consell regional és Ali Timms.
El consell regional de Southland està format per 12 consellers de 6 circumscripcions.
| Circumscripció         | Conseller      | Partit      |
| ---------------------- | -------------- | ----------- |
| Eastern - Dome         | Peter Jones    | Independent |
| Eastern - Dome         | Ali Timms      | Independent |
| Fiordland              | Ross Cockburn  | Independent |
| Hokonui                | Grant Hubber   | Independent |
| Invercargill - Rakiura | Neville Cook   | Independent |
| Invercargill - Rakiura | Rowly Currie   | Independent |
| Invercargill - Rakiura | Robert Guyton  | Independent |
| Invercargill - Rakiura | Marion Miller  | Independent |
| Invercargill - Rakiura | Jan Riddell    | Independent |
| Invercargill - Rakiura | Maurice Rodway | Independent |
| Southern               | Brian Mason    | Independent |
| Western                | Nicol Horrell  | Independent |

### Política nacional
Nacionalment, Southland es localitza a les circumscripcions electorals generals d'Invercargill i Clutha-Southland i a la circumscripció electoral maori de Te Tai Tonga de la Cambra de Representants de Nova Zelanda.
Invercargill es considera una circumscripció electoral de centredreta. Des de les eleccions de 2005 ha guanyat sempre el Partit Nacional. Des de les eleccions de 2005 ha guanyat sempre Eric Roy. En les eleccions de 2011 Roy guanyà amb el 54,58% del vot de la circumscripció. En segon lloc quedà Lesley Soper del Partit Laborista amb el 34,79% del vot.
Clutha-Southland es considera una circumscripció electoral de dreta. Des de les eleccions de 1996, primeres eleccions en què existí la circumscripció, ha guanyat sempre el Partit Nacional. Des de les eleccions de 1996 ha guanyat sempre Bill English. En les eleccions de 2011 English guanyà amb el 68,83% del vot de la circumscripció. En segon lloc quedà Tat Loo del Partit Laborista amb el 16,77% del vot.
Te Tai Tonga, per altra banda, es considera una circumscripció electoral de centreesquerra. Des de les eleccions de 1999 ha guanyat sempre el Partit Laborista, a part de les eleccions de 2008 en què guanyà el Partit Maori. Des de les eleccions de 2011 ha guanyat sempre Rino Tirikatene. En les eleccions de 2011 Tirikatene guanyà amb el 40,62% del vot de la circumscripció. En segon lloc quedà Rahui Katene del Partit Maori amb el 31,79% del vot.

## Educació

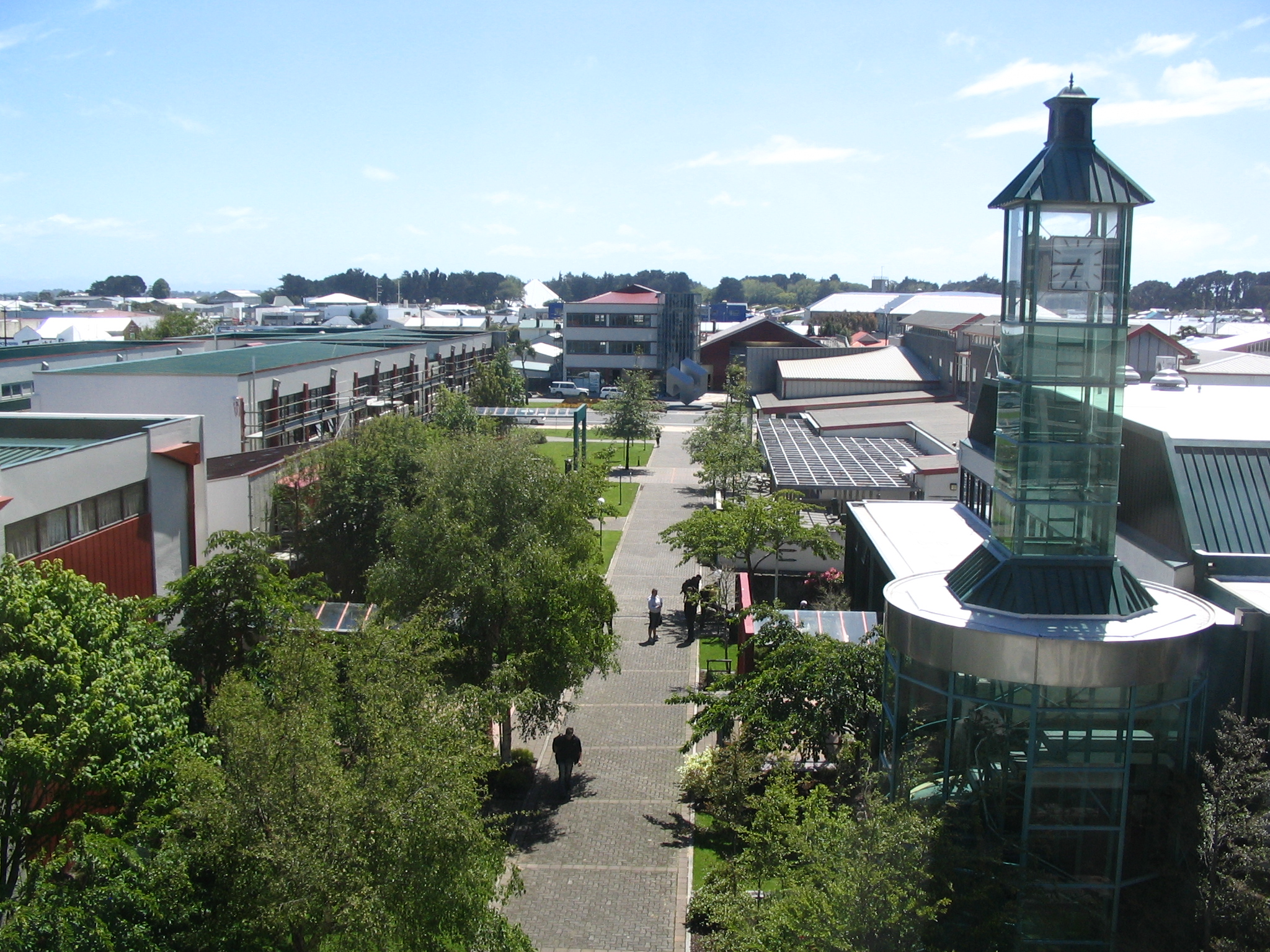
L'Institut de Tecnologia del Sud, a Invercargill

A Invercargill es localitza una politècnica, l'Institut de Tecnologia del Sud o «Southern Institute of Technology». L'Institut de Tecnologia del Sud és gratuït, l'única politècnica o universitat neozelandesa en ser-ho.

## Esport
Southland té un equip de rugbi a 15 professional: Southland Rugby Football Union. L'equip participa en l'ITM Cup, la primera divisió de rugbi a 15 de Nova Zelanda. A més, juntament amb North Otago i Otago, Southland forma part de la franquícia de rugbi Highlanders. Els Highlanders participen en el Super Rugby i van ser finalistes el 1999, perdent contra els Crusaders a la final.
Cada any té lloc el Tour de Southland, una cursa ciclista per etapes que forma part de l'UCI Oceania Tour. La cursa es disputa cada any al mes de novembre.